# My Place
Albums de Stephan Eicher
Silence
(1987) Engelberg
(1991)
My Place est le cinquième album studio de Stephan Eicher, sorti chez Barclay en 1989. C'est un album de rupture pour Stephan Eicher qui se débarrasse de ses influences électro pour s'engouffrer dans un univers plus rock.
Cet album sera marqué par la rencontre de Stephan Eicher et le romancier Philippe Djian lors de Rapido, l'émission d'Antoine de Caunes. De là naît une amitié complice et le début de leur collaboration fructueuse. Djian écrira en effet les textes de toutes les chansons françaises d'Eicher à partir de cet album.
L'album s'est écoulé à deux millions de disques, en 1991.[réf. nécessaire] Ce succès permet au chanteur d'entamer une tournée à travers l'Europe.

## Liste des titres
| My Place | My Place                              | My Place | My Place | My Place | My Place | My Place | My Place | My Place | My Place |
| No       | Titre                                 | Durée    |          |          |          |          |          |          |          |
| -------- | ------------------------------------- | -------- | -------- | -------- | -------- | -------- | -------- | -------- | -------- |
| 1.       | I Am A Story Backwards Told           | 4:04     |          |          |          |          |          |          |          |
| 2.       | Rien A Voir                           | 4:15     |          |          |          |          |          |          |          |
| 3.       | My Heart On Your Back                 | 4:33     |          |          |          |          |          |          |          |
| 4.       | Right Now                             | 3:29     |          |          |          |          |          |          |          |
| 5.       | Bon Pour Moi                          | 2:52     |          |          |          |          |          |          |          |
| 6.       | Me Taire                              | 2:51     |          |          |          |          |          |          |          |
| 7.       | Sois Patiente Avec Moi                | 4:07     |          |          |          |          |          |          |          |
| 8.       | Life Is Bitter                        | 3:28     |          |          |          |          |          |          |          |
| 9.       | This City                             | 2:58     |          |          |          |          |          |          |          |
| 10.      | To Get You There                      | 3:17     |          |          |          |          |          |          |          |
| 11.      | My Place                              | 1:54     |          |          |          |          |          |          |          |
| 12.      | Guggisberglied                        | 3:42     |          |          |          |          |          |          |          |
| 13.      | Guggisberglied (instrumental Moondog) | 2:00     |          |          |          |          |          |          |          |
| 45:47    |                                       |          |          |          |          |          |          |          |          |

## Crédits
- Arrangement par [Quatuor à cordes] – Jackie Norrie
- Accompagnement vocal – Caroline Crawley (pistes : 1, 4), Derek Green (pistes : 3, 10), Janice Hoyte (pistes : 3, 10), Jemaur Tayle (pistes : 1, 4), Violon (pistes : 2, 4, 6, 8, 10, 11)
- Guitare basse – Yovo M’Bouéké (pistes : 1 à 5, 8, 10)
- Contrebasse – Danny Thompson (pistes : 2, 5, 6, 7, 9, 10, 11, 13)
- Batterie – Phil Kirby (pistes : 1 à 3, 5, 7, 8, 10)
- Ingénieur [Icp] – Christian "Dyoum" Ramon
- Ingénieur [Konk] – George Holt
- Ingénieur [Rak] – Roy Spong
- Guitare – Steve Bolton (pistes : 1, 3, 8)
- Guitare [6 Cordes], Guitare à douze cordes, Guitare slide, Guitare acoustique, Guitare électrique, Dobro – Stephan Eicher (pistes : 1 à 3, 5, 7, 8, 10, 11)
- Compositeur – Moondog (piste : 13)
- Photographie par [Photo de couverture arrière] – Peter Fischli/David Weiss
- Photographie par [Couverture] – Jean-Baptiste Mondino
- Piano – Martin Evans (pistes : 2, 3, 5 à 7, 8 à 11)
- Producteur – Dave Allen, Stephan Eicher